# Équipe cycliste Karpy
L'équipe cycliste Karpy est une équipe cycliste sur route espagnole, qui a existé entre 1967 et 1972.

## Histoire de l'équipe
L'équipe est sponsorisée par les liqueurs Karpy et aborde un maillot de couleur blanche. Dirigée pendant six saisons par Julián San Emeterio Abascal, l'équipe disparaît à la fin de la saison 1972.

## Principales victoires

### Classiques
- Subida a Arrate : Domingo Fernández (1969), Gonzalo Aja (1972)

### Courses par étapes
- Tour de Cantabrie : Gonzalo Aja (1971)
- Tour des Asturies : Eduard Castelló (1971)

## Résultats sur les grands tours
| - Tour de France - 0 participation | - Tour d'Italie - 0 participation | - Tour d'Espagne - 6 participations (1967, 1968, 1969, 1970, 1971, 1972) - 4 victoires d'étapes - 2 en 1968 : Manuel Martín Piñera (2) - 1 en 1969 : Manuel Martín Piñera - 1 en 1970 : Julián Cuevas - 0 victoire finale - 0 classement annexe |